# Lü Zhiwu
Lü Zhiwu (chiń. 吕志武; pinyin Lǚ Zhìwǔ; ur. 18 marca 1989 w Wenzhou) – chiński pływak specjalizujący się w pływaniu stylem dowolnym, brązowy medalista olimpijski.
Do największych sukcesów Chińczyka zalicza się zdobycie brązowego medalu w sztafecie 4 × 200 m stylem dowolnym w 2012 roku podczas igrzysk olimpijskich w Londynie.
Zhiwu jest również zdobywcą trzech medali podczas igrzysk azjatyckich w 2010 roku w Kantonie. Zwyciężył w sztafecie 4 × 100 m stylem dowolnym oraz na 50 m stylem dowolnym. Srebrny medal wygrał na dystansie 100 m stylem dowolnym.